# Ihor Perduta
Ihor Romanowycz Perduta, ukr. Ігор Романович Пердута (ur. 15 listopada 1990 w Trembowli, w obwodzie tarnopolskim) – ukraiński piłkarz, grający na pozycji obrońcy, a wcześniej pomocnika.

## Kariera piłkarska

### Kariera klubowa
Do 5 klasy szkolił się w miejscowej amatorskiej drużynie. Potem przeniósł się do pobliskiej miejscowości, gdzie bronił barw klubu Nadija Kopyczyńce w juniorskich mistrzostwach Ukrainy (DJuFL). Karierę piłkarską rozpoczął 11 kwietnia 2009 w składzie Nywy Tarnopol. Podczas przerwy zimowej sezonu 2009/10 został zaproszony do Worskły Połtawa. 1 sierpnia 2012 został wypożyczony do końca roku do Obołoni Kijów.

## Sukcesy i odznaczenia

### Sukcesy klubowe
- mistrz Ukraińskiej Drugiej Ligi, grupa A: 2009